# Le cauchemar
Le cauchemar é um filme mudo em preto e branco de 1896 dirigido e atuado por Georges Méliès. O elenco inclui Georges Méliès e Jehanne d'Alcy.
No filme, um homem vai dormir e passa por diversos sonhos. Sonha com uma mulher em sua cama, que se transforma em um músico, e depois em um palhaço. Depois, a lua tenta o devorar. Ao acordar, seus sonhos desaparecem.
É o filme número 82 no catálogo da Star Film Company, onde aparece como tendo tema "fantástico". Os cortes bruscos que transicionam as cenas e os personagens o caracterizam como um filme com truques.